# الطريق الوطنية رقم 15 (تونس)
الطريق الوطنية رقم 15 أو ط و15 طريق رئيسية تونسية تصل بين مدينة المطوية والحدود التونسية الجزائرية على مستوى قرية بوشبكة شمال غربي مدينة فريانة، وهي تمرّ بالمدن التالية على التوالي:
- المطوية،
- وذرف،
- منزل الحبيب،
- بلخير،
- القطار،
- قفصة،
- ماجن بلعباس،
- فريانة.